# إرفينغ بايبر
إرفينغ بايبر (بالإنجليزية: Irving Bieber)‏ هو عالم أمريكي، ولد في 1909 في نيويورك في الولايات المتحدة، وتوفي في 1991.

## وصلات خارجية
- إرفينغ بايبر على موقع IMDb (الإنجليزية)